# План (програма роботи)
План (рос. план, англ. plan, layout, design, drawing, outline, project, scheme, нім. Plan m) — заздалегідь визначений порядок, послідовність здійснення накресленої на конкретний період програми (роботи) з зазначенням її мети, змісту, обсягу, методів, засобів, послідовності та строків виконання.

## Різновиди планів
- в техніці — загальний, орієнтаційний, передній, ситуаційний, середній, схематичний, ескізний П., а також П. переміщень, план польоту, план прискорень, план швидкостей та інші.

## Елементи плану
Елементи плану — умовні знаки лінійних контурів, площ, позамасштабних об'єктів, що вказуються на кресленні.
Розрізнюються Е.п.:
- штрихові (виконують за допомогою штрихів, ліній або точок);
- тональні та напівтональні (оконтурені площі на графічних зображеннях, які виконують будь-яким кольоровим тоном або напівтоном одного кольору).

Е.п. виконують тушшю, олівцем, фарбами, деколями, темплетами, за допомогою пристроїв ЕОМ (принтерів, графопобудовувачів, плотерів).